# Joaquín Ballivián
Ne doit pas être confondu avec José Ballivián.
Pour les articles homonymes, voir Ballivián.
José Joaquín Ballivián Achondo (né le 22 avril 1993) est un athlète chilien, spécialiste du lancer de poids.